# Plumergat
Plumergat település Franciaországban, Morbihan megyében. Lakosainak száma 4199 fő (2022. január 1.). Plumergat Brandivy, Grand-Champ, Plescop, Plougoumelen, Pluneret, Sainte-Anne-d’Auray, Brech és Pluvigner községekkel határos.

## Népesség
A település népességének változása:
| Lakosok száma | 1773 | 2291 | 2449 | 3143 | 3859 | 4028 | 4112 | 4178 | 4190 | 4199 |
|               | 1968 | 1982 | 1990 | 2006 | 2013 | 2015 | 2017 | 2019 | 2020 | 2022 |